# Ammonicera san
Ammonicera san is een slakkensoort uit de familie van de Omalogyridae. De wetenschappelijke naam van de soort is voor het eerst geldig gepubliceerd in 2009 door Rolán & Peñas.